# Mucine
Une mucine ou mucigène est une protéine de haut poids moléculaire fortement glycosylée et entrant dans la composition de nombreux mucus recouvrant les cellules en contact avec le milieu extérieur. Les propriétés lubrifiantes de cette glycoprotéine interviennent dans la protection des épithéliums contre toutes sortes d’agressions d’origine endogène ou exogène (sucs digestifs, microorganismes, polluants, toxines). De la mucine est égalemnet sécrétée dans le cerveau, avec un probable rôle protecteur. Certaines mucines sont liées aux membranes cellulaires à cause de la présence d'un domaine hydrophobe autour de la membrane qui favorise la rétention dans la membrane plasmique, les autres sont sécrétées sur des surfaces muqueuses et, chez les mammifères ou d'autres animaux, dans la salive (sialomucines).

## Mucines des surfaces muqueuses et de la salive
Elles ont des fonctions importantes de protection des épithéliums des voies aériennes et digestives.
Les gènes des mucines encodent les monomères des mucines qui sont synthétisés sous forme de noyaux d'apomucine en forme de bâtonnets qui sont modifiés par une glycosylation post-transcriptionnelle exceptionnellement abondante. Deux régions bien distinctes sont trouvées sur les mucines matures :
- les régions terminales (amino- et carboxy-) sont très légèrement glycosylées, mais riches en cystéine, qui sont probablement impliquées dans l'établissement de ponts disulfure au sein des monomères et entre les monomères ;
- une grande région centrale formée de multiples répétitions en tandem de séquences de 10 à 80 résidus d'acides aminés, dont un grand nombre — jusqu'à la moitié — sont des sérines ou des thréonines. Cette zone finit par se saturer de centaines d'oligosaccharides à liaison O. Des oligosaccharides à liaison N sont également présents dans les mucines, mais en bien plus faible proportion.

L'« enrobage sucré » dense des mucines leur donne un considérable pouvoir hygroscopique et les rend de plus résistants à la protéolyse, ce qui peut être important pour maintenir les barrières muqueuses.
Les mucines sont sécrétées sous forme d'agrégats massifs de protéines dont la masse moléculaire est d'environ 1 à 10 millions de Da. Au sein de ces agrégats, les monomères sont liés les uns aux autres principalement par des interactions non covalentes, bien que des ponts disulfures intermoléculaires puissent également jouer un rôle dans ce processus.

### Gènes
Depuis 1987, au moins 21 gènes sont impliqués dans leur production chez l'être humain : MUC1, MUC2, MUC3A, MUC3B, MUC4, MUC5AC, MUC5B, MUC6, MUC7, MUC8, MUC12, MUC13, MUC15, MUC16, MUC17, MUC19, MUC20 et MUC21. Ces gènes codant des glycoprotéines qui possèdent le plus souvent un domaine peptidique de type mucin-like, riche en proline, thréonine et sérine, et organisé en répétitions en tandem de motifs élémentaires plus ou moins conservés. Cette terminologie tend donc à faire perdre toute signification fonctionnelle au terme mucine.

## Dans le cerveau
La mucine est le constituant majeur de du glycocalyx qui tapisse l'intérieur des vaisseaux sanguins qui irriguent et drainent le cerveau. Elle est un élément majeur de la barrière hémato-encéphalique qui empêche de nombreux microbes et certaines molécules de pénétrer dans le cerveau.
La barrière de mucine se détériore avec l'âge, facilitant alors la pénétration de molécules nocives dans le cerveau, avec des réponses inflammatoires. On sait qu'outre un mauvais repli des protéines β amyloïde (Aβ) et tau, des les altérations de la barrière hémato-encéphalique (BHE) sont en cause (marqueurs) dans la phase précoce de la maladie d'Alzheimer. La protection mucinale pourrait donc être une thérapie pour lutter contre les maladies associées au vieillissement (maladie d’Alzheimer notamment).
Selon une étude récente (2025) la restauration de cette barrière de mucine, chez la souris, via une thérapie génique, a non seulement réduit l'inflammation cérébrale, mais aussi amélioré l’apprentissage et la mémoire chez les souris âgées.

## Chez la méduse
Les méduses sécrètent une quantité importante de mucine (0,1 % du poids humide, soit 3 % du poids sec), dans tous leurs organes et dans la peau, probablement pour la régénérer et la défendre contre les prédateurs et les organismes opportunistes qui pourraient s'y fixer. Une mucine de méduse dite « qniumucine » peut être extraite par purification et lyophilisation.

## Significations cliniques
Une augmentation de la production de mucine se produit dans de nombreux adénocarcinomes, y compris les cancers du pancréas, du poumon, du sein, de l'ovaire, du côlon et d'autres tissus. Les mucines sont également surexprimées dans les maladies pulmonaires telles que l'asthme, la bronchite, la bronchopneumopathie chronique obstructive (BPCO) ou la mucoviscidose. Deux membranes mucines, MUC1 et MUC4, ont été largement étudiées par rapport à leur implication pathologique dans le processus de la maladie,,. Les mucines sont suspectées d'être de possibles marqueurs diagnostiques pour les tumeurs malignes et les autres processus de la maladie dans laquelle elles sont le plus souvent sur- ou mal exprimées.
Des dépôts anormaux de mucine sont responsables des indurations de l'œdème facial constatés dans des cas d'hypothyroïdie non traitées. Cet œdème est aussi présent dans la zone prétibiale.

## Applications
La mucine est un émulsifiant. On l'utilise dans le domaine des cosmétiques et en médecine et pharmacie.
Certains individus présentent un déficit en mucine, qu'on compensait par apport de mucine bovine ou ovine jusqu'à l'arrivée de la maladie de la vache folle qui a motivé une interdiction de vente de ces produits. En 2007, des chercheurs de l'Université Tōkai ont isolé la qniumucine (mucine extraite de méduses géantes) qui pourrait remplacer ce médicament si elle passe avec succès les tests cliniques d'innocuité pour l'organisme humain.